# Carparachne aureoflava
Carparachne aureoflava — вид аранеоморфних павуків родини Sparassidae. Ендемік Намібії.

## Поширення
Ендемік пустелі Наміб. Мешкає серед піщаних дюн та у кам'янистій пустелі.

## Опис
Павуки завдовжки до 20 мм. Самці та самиці однакового розміру. Тіло золотисто-жовтого кольору, але бувають особини білого або бронзового забарвлення.

## Спосіб життя
Вид відомий вмінням у разі небезпеки скручуватися у клубок і скочуватися з піщаної дюни зі швидкістю до 44 обертів в секунду (3,3 м/с). Це вміння стає в пригоді при атаці паразитичних ос родини Pompilidae, які полюють на павуків, паралізують їх, відкладають у них яйця, а згодом личинки з'їдають паралізованих павуків заживо. Подібним вмінням втікати відзначається і павук Leucorchestris arenicola, що мешкає у цих місцях.
У місцях проживання павука випадає менше 20 мм опадів на рік, а влітку температура може перевищувати 45 °С. Ведуть нічний спосіб життя. Укус отруйний, але не небезпечний для людини. Павутини не виробляє. Вдень ховається у нірках у піщаному ґрунті 40-50 см завглибшки. Під час копання своєї нори, павук може пересунути до 10 літрів піску, що в 80000 разів перевищує його вагу. Саме на початкових етапах будівництва нори павук уразливий до помпилідних ос, які можуть вжалити і паралізувати павука. Вхід у нірку павук закриває «пробкою» з піску, який склеює шовковиною.